# Flushing Meadows Park
Il Flushing Meadows Park, conosciuto anche come Flushing Meadows–Corona Park, è un parco pubblico situato a New York, nel distretto del Queens. Con un'area di 363 ettari, è il secondo parco più grande di New York (dopo il Pelham Bay Park nel Bronx). Fu creato come sito dell'Esposizione mondiale del 1939 ed ospitò anche l'edizione del 1964 ed è gestito dal New York City Department of Parks and Recreation.

## Storia

### Le due esposizioni universali
Il parco, avente una superficie di 500 ettari, fu creato dall'antico terreno paludoso definito come "una valle di ceneri" nel romanzo Il grande Gatsby di Francis Scott Fitzgerald. Il sito, noto all'epoca come Corona Ash Dumps ("Paludi di cenere di Corona"), fu bonificato dal Commissario ai parchi Robert Moses in preparazione dell'esposizione universale del 1939-1940.
Dovendo affrontare il problema di sbarazzarsi delle montagne di ceneri, Moses incorporò strategicamente una significativa porzione degli scarti nelle fondamenta di tre strade limitrofe, la Van Wyck Expressway che correva lungo il lato orientale del parco, la vicina Interboro Parkway (ora Jackie Robinson Parkway) e la Long Island Expressway che divide il parco in due metà nord e sud. Un'altra importante arteria, la Grand Central Parkway, separa una sezione occidentale dalla parte principale della metà settentrionale, mentre la Jewel Avenue che corre da est ad ovest taglia in due la metà meridionale.
Alcuni degli edifici dell'esposizione del 1939 furono usati come sede temporanea delle Nazioni Unite dal 1946 fino a quando non si trasferirono, nel 1951, alla sede definitiva a Manhattan. Durante quel periodo l'Assemblea Generale dell'ONU si svolgeva nel palazzo dove si trovavano allora gli uffici dello Stato di New York. Questo edificio fu più tardi ristrutturato per l'esposizione del 1964 come padiglione della città di New York, dove era esposto il "Panorama della città di New York", un enorme modello in scala dell'intera metropoli. Attualmente è il solo edificio sopravvissuto dell'esposizione del 1939, e la sede del Queens Museum of Art, che ancora ospita il Panorama. 

L'Unisfera, un grande globo in acciaio di 37 metri di diametro rappresentante la Terra, fu costruita come simbolo tematico per l'esposizione del 1964-65, ed è tuttora la principale attrazione scultorea del parco.

### Dal 1965 ad Oggi

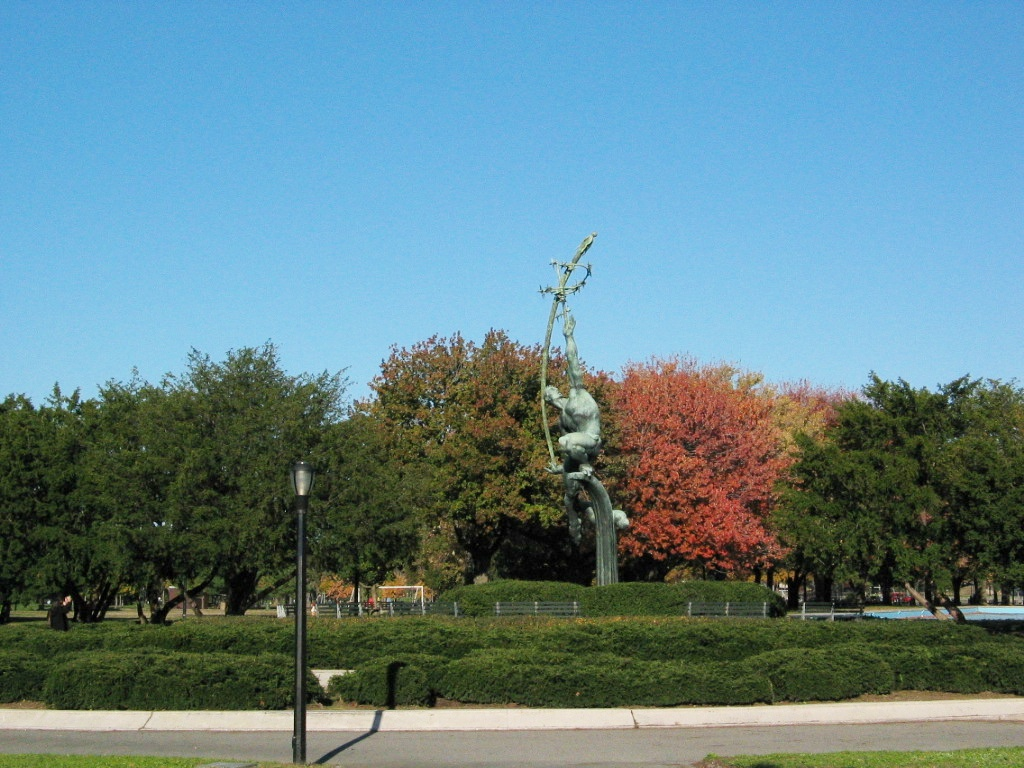
"La Rocket Thrower" di Donald De Lue, commissionata per la Fiera mondiale di New York del 1964-1965

Il torneo di tennis US Open, uno dei quattro tornei del Grande Slam, ha luogo nel Flushing Meadows Park presso lo USTA Billie Jean King National Tennis Center; il campo centrale è l'Arthur Ashe Stadium, il più grande del mondo per la capienza di spettatori, e quello secondario il Louis Armstrong Stadium. Lo Shea Stadium, sede della squadra di baseball New York Mets, si trova all'estremità nord del parco.
Sono disponibili barche in affitto per vogare e fare canottaggio sul Lago Meadow del parco, che confluisce a nord nel fiume Flushing e da lì nella  Baia di Flushing . Il Lago Meadow è anche il sito delle annuali corse di dragon boat, e le squadre di New York vi si allenano durante i mesi estivi. L'American Small Craft Association (TASCA) ospita anche una flotta di oltre una dozzina di barche a vela attrezzate a sloop da 4,42 m, che sono usate dai membri del circolo per insegnamento, gare e ricreazione. Piste ciclabili si estendono intorno al Lago Meadow e collegano alla Brooklyn-Queens Greenway. Alcuni sentieri intorno al Lago Willow, in un'area naturale di zone umide nella sezione meridionale del parco, poco frequentata, sono attualmente chiusi al pubblico. I molti campi da gioco e parchi ricreativi nel parco sono usati per attività che riflettono la vasta mescolanza etnica del Queens; calcio e cricket sono particolarmente popolari.
Il parco è anche la sede del Queens Theater in the Park, della New York Hall of Science, del Queens Museum of Art e del "Terrace on the Park" (una struttura per banchetti e ristorazione, ricavata dall'ex piattaforma per elicotteri della Fiera).
Anche il Padiglione dello Stato di New York, costruito come sala espositiva dello stato per la Fiera mondiale del 1964-1965, è un'attrazione del parco. Tuttavia, dopo la Fiera non fu trovata una nuova destinazione per l'edificio, che ora è abbandonato e in decadenza. Gli altri edifici abbandonati per un periodo dopo la conclusione della Fiera per vedere se si potesse trovare per essi una nuova destinazione, come il Padiglione degli Stati Uniti, sono stati successivamente demoliti. Uno di questi appezzamenti divenne il sito del Playground for All Children ("Parco gioco per tutti i bambini"), uno dei primi parchi giochi progettato per contenere attività sia normali sia accessibili ai disabili. Il concorso per il progetto fu vinto dall'architetto Hisham N. Ashkouri e la struttura fu completata nel 1981. Fu ristrutturata e riaperta nel 1997.
Il 24 giugno 2005, il parco ha ospitato il reverendo predicatore Billy Graham in quello che egli ha dichiarato essere il suo ultimo tour in Nord America. Nel 2008 è stato inaugurato un centro acquatico da 66,3 milioni di dollari, che comprende una piscina al coperto di dimensioni olimpiche e una pista di pattinaggio di dimensioni conformi ai regolamenti della NHL. La struttura, utilizzata da scuole, leghe sportive e membri della comunità di tutte le età, è il più grande complesso ricreativo in qualunque parco della città di New York, con una superficie di circa 10.220 metri quadrati. Il complesso include attrezzature per i disabili fisici.